# 月英学園 -kou-
『月英学園 -kou-』 は、2013年10月10日にアークシステムワークスから発売されたPlayStation Vita用ゲームソフト。
杉田智和と熊川貴族らが手掛けた同人小説『月英学園』シリーズを原作としたアドベンチャーゲーム『月英学園 ergØ(エルゴ)』のコンシューマー移植版である。
本項では『月英学園 ergØ』についても扱う。

## 概要
ゲームジャンルは学園伝奇アドベンチャー。声優の杉田智和が原作を務める。
杉田が企画する同人サークルAGRSの第2弾タイトルとして、2010年12月30日の冬コミにて同人小説『月英学園 -天地神人-』(神人は神の下に人で一文字表記)が販売される。　原作を杉田智和と御立弾、シナリオを熊川貴族、イラストを哉ヰ涼が担当。
同人サークルAGRSより、2011年12月31日の冬コミにて、同人ゲーム『月英学園 ergØ』を販売。ジャンルは学園伝奇ビジュアルノベル。原作を杉田智和と御立弾、原画を横田守、音楽を伊藤賢治、脚本を熊川貴族が担当。冬コミでは無料特典でフルカラー画集が付き、有馬七助、いとうのいぢ、羽海野チカ、大張正己、ぐるてんアマノ、祁答院慎&神城咲弥、さらちよみ、すめらぎ琥珀、西又葵、フクダーダ、ふるかわしおり、森利道が寄稿した。
『月英学園 ergØ』のコンシューマー移植版として、『月英学園 -kou-』が2013年10月10日にPlayStation Vita用ゲームソフトとして販売。開発、販売はアークシステムワークスで、プロデューサーを森利道が担当した。杉田と森はBLAZBLUEシリーズで関わっており、同シリーズのWebラジオで杉田がパーソナリティを務める「ぶるらじ」において、『月英学園 -kou-』が特集された。
2015年5月28日、ハンゲーム(現･ハンゲ)内ダウンロードストアにて『月英学園 -kou-』PC移植版のダウンロード販売が開始された。
また、2015年11月4日、Steamにて『月英学園 -kou-』PC移植版のダウンロード販売が開始された。

## あらすじ
桃生町には鬼（ハザード）と呼ばれる化け物が住み着いていた。特殊能力を持つ、九つの家柄からなる『九頭龍』は、鬼たちを退治するために月英学園生徒会を設立した。
その街に引っ越してきた遠山浩は、転校日の夜、ハザードに襲われていたところを同じ学校の御月英理によって殺害された。はずだったが、浩が目を覚まし、学校へ向かうと、なぜか転校初日の世界が広がっていた。

## 登場人物

### 月英学園
遠山浩
声：細谷佳正
主人公。嫌な両親から祖父母を護るべく桃生町に戻ってきた。
あることを機に生徒会に入った。
御月英理
声：早見沙織
浩と同学年の少女。兄にあこがれ生徒会に入った。浩との仲は悪い。
なお、原作小説および『月英学園 ergØ』の主人公でもある。
御月大河
声：中村悠一
英理の兄で生徒会長を務める。
執行律
声：茅野愛衣
浩のクラスの委員長であるツインテールの美少女。明るく元気な性格。
戦闘時は聖槌（ギア）というハンマーを武器にし、蜃気楼を生み出す能力を駆使している。
部屋をアニメグッズで満たすほどのおたくであり、BLAZBLUEのポスターも飾っている。
麻生さつき
声：悠木碧
英理の親友である少女。分厚い眼鏡をかけているが、実際は遠くのものを見通す事ができる。
阿式ルル
声：ゆかな
浩と知り合ったほんわかした性格の少女。
後堂恭一郎
声：石田彰
風紀委員会院長で、リーゼントが特徴。喧嘩に強く、大型のハザードを打ち負かすこともある。また、喧嘩の腕のほかに、影を操る能力を持っている。
佐藤健
声：阪口大助
浩の同級生である赤毛の男子生徒。
田中太郎
声：安元洋貴
浩のクラスの副委員長であるスキンヘッドの男子生徒。
麻生明
声：佐藤利奈
さつきの姉で、生徒会の一員として厳しい態度をとっている。
双邑剛
声：中井和哉
生徒会関係者。「ぶー」としか話さない。大柄な体格にそぐわず争いごとを好まない穏やかな性格。
瀬川まりあ
声：沢城みゆき
風紀委員で、生徒会を敵視している。
栄斗圭
声：山口立花子
風紀委員。つかみどころがない性格の持ち主。
栄斗隆
声：KENN
風紀委員で、圭の双子の弟。後堂を慕っており、髪型も彼と同じくリーゼントだが、後堂とは対照的に光を操る能力を持っている。ロック至上主義者で熱血漢だが、喧嘩が強いわけではない。
兼城いずみ
声：丹下桜
浩の同級生であるおとなしい少女。目が隠れるほど長い前髪が特徴。自信のない自分にいらだちを感じている。
執行櫂
声：中田譲治
律の父で浩らのクラスの担任。
オールバックにサングラスといういでたちだが、生徒思い。
久遠院朱音
声：桑島法子
月英学園理事長で、生徒会の上司。眼の部分は仮面に覆われている。
執事
声：杉田智和
朱音の執事。

### その他
朝倉
声：山本匠馬
ルルを慕う色黒の男。
御月雄喜
声：石川界人
英理たちの弟。選民思想故勉強の必要がないと誤解し、現在は学校へも行かず家にこもっている。
その他の声優：銀河万丈、鍋井まき子、津田美波、内田真礼、高森奈津美、田中敦子、井上喜久子、竹内良太、宮内敦士、江川大輔、小野友樹、潘めぐみ、木村昴、近藤浩徳、青木瑠璃子、マフィア梶田 ほか

## 主題歌
主題歌「そして月は輝く」
作詞：遠山沙姫 / 作曲・編曲：伊藤賢治 / 歌：早見沙織
挿入歌
「心は時空を超えて-GETSUEI MIX-」
作詞・作曲・歌：yukana
「The Moon -lucent rue-」
作詞・作曲・歌：yukana
「Battlefield of the dusk」
作曲：石渡太輔 / 編曲：佐藤ノリチカ / ギター：梶原稔広